# Étienne Vassy
Étienne Vassy, né le 14 novembre 1905 à Hauterives Drôme et mort le 30 octobre 1969 à La Croix-Valmer, est un géophysicien français.

## Famille
Il est le fils de Louis-Étienne, aubergiste et de Marie-Justine Pellerin. Il épouse le 30 juillet 1936, à Paris 16e, Arlette Tournaire (28 janvier 1913, Saint-Nexans - 30 avril 2000, Paris), professeur agrégée de physique en 1935 à la Sorbonne. Elle est la fille de Pierre Tournaire (17 mai 1884, Puy-Guillaume - 22 octobre 1973, Paris), professeur agrégé de mathématiques et de Jeanne Vitrac.

## Carrière
Le couple s'intéresse à la haute atmosphère, à l'ozone stratosphérique et à l'optique atmosphérique, Étienne Vassy est reconnu comme le premier en France à avoir vu l´intérêt scientifique des fusées-sondes.
En 1937, le couple passe  cinq mois à la station géophysique d'Ifrane. Il mèneront aussi de 1937 à 1947 des expériences à l'observatoire du Pic du Midi.
En 1948, lors de sa création il  représente la France.devient membre du CASDN . Afin d´obtenir ces moyens, il contacta avec succès les militaires du Laboratoire de recherches balistiques et aérodynamiques (LRBA) à Vernon,,
Une première expérience radioélectrique dessinée par Karl Rawer fut lancée le 9 octobre 1954 sur l´engin Véronique NA-V12,. Un nombre important des fusées de la série Véronique AGI fut de 1959 à 1969 consacré à des recherches dans l´atmosphère supérieure, en premier lieu à l´aide d´émission de vapeurs métalliques (par exemple, du sodium). Des nuages lumineux furent ainsi produits dont le développement pouvait être suivi au sol.
En 1960, il est nommé élu membre honoraire à vie de l'Académie des sciences de New-York.
En 1965, il  représente la France lors du comité des sciences atmosphériques de l'Union géophysique et géodésique internationale (U.G.G.I.) réuni à Genève avec les spécialistes du comité scientifique consultatif de l'Organisation météorologique mondiale (O.M.M.), sous la présidence de M. Sutcliffe, directeur de la recherche météorologique au ministère de l'air britannique. La question des satellites pour la météorologie pour lesquels il milite depuis 1955, est à l'ordre du jour.
Son épouse, Dr. Arlette Tournaire, était responsable d´une partie importante de l´activité scientifique. En 1954, elle est nommée  maître de recherche du CNRS puis en 1968 directeur du  Laboratoire parisien de Physique de l´Atmosphère, en particulier des observations d'ozone. De 1963 à 1967, elle présida le programme français de fusées-sondes. En 1959, elle fut élevée au rang d'officier  des Palmes académiques

## Postérité
Il existe une rue Etienne Vassy à Hauterives dans le département de la Drôme en région Auvergne-Rhône-Alpes.

## Publications
- d'Étienne Vassy
  - Sur quelques problèmes de l´ozone, 1937
  - L'exploration de la haute atmosphère à l'aide des engins autopropulsés, 1949
  - Physique de l´atmosphère 1 .. 3, Gauthier-Villars, 1956-1966
  - L´intérêt scientifique des satellites artificiels, 1958
- d'Arlette Tournaire Vassy
  - Fondements théoriques de la photographie, Ed de la Revue d'optique, 1953
  - La luminescence nocturne, Springer, 1976